# 东周
东周（前770年至前256年），是自周平王東遷以后對周朝的称呼，相对于之前国都在镐京的時期即西周。东周也是「春秋時代」的开始。
東周京都於前770年自镐京（今陝西省西安市），东迁至雒邑（今河南省洛阳市）。传25王，前后515年。 这一时期是中国的社会制度剧烈转变的时期，以铁器的广泛使用为标志。
周幽王死後，諸侯擁立原先被廢的太子宜臼為王，是为周平王。他即位第二年，見鎬京被戰火破壞，又受到犬戎侵扰，便遷都雒邑，史稱「東周」，以別於在這以前的西周。東周的前半期，諸侯爭相稱霸，持續了二百多年，稱為「春秋時代」；東周的後半期，周天子地位漸失，亦持續了二百多年，稱為「戰國時代」。
周平王東遷以後，管轄範圍大減，形同一個小國，加上被指有弑父之嫌，在諸侯中的威望已经大不如前。面對諸侯之間互相攻伐和兼併，邊境的外族又乘機入侵，周天子不能擔負共主的責任，經常要向一些強大的諸侯求助。在這情況下，強大的諸侯便自居霸主。中原諸侯對四夷侵擾則以「尊王攘夷」口號團結自衛，战国时代徐州相王、五国相王后各大诸侯纷纷僭越称王（吴、越、楚三国春秋時代已称王），周王权威進一步受損。
周襄王十七年（前635年），发生“子带之乱”，襄王不能平，求救于晋文公，文公诛叔带，遂为伯而得河内地。周襄王二十年（前632年），襄王为晋文公所迫，于河阳踐土會盟。
周定王元年（前606年），楚庄王伐陆浑之戎，欲观九鼎。定王使王孙满应设以辞，楚人遂去。
周赧王时，東周国势益弱，同时内部争斗不休，以至分为东周国和西周国，赧王迁都西周國。周赧王八年（前307年），秦借道两周之间攻韩，周人两边都不敢得罪，左右为难。东西两周位于诸强国之间，不能同心协力，反而彼此攻杀。至赧王六十年（前256年），西周国为秦所灭，赧王死，七年后，东周国亦为秦所灭。

## 历史

### 春秋时代
春秋时代是东周前半段时期的史称，因孔子修订《春秋》而得名。
一般而言，春秋时代从周平王五十年（前722年）起，直到周敬王四十三年（前477年）或四十四年（前476年）为止，也有学者认为春秋時代应到三家灭智（前453年）或三家分晋（前403年），原因是即使到三家分晉，除秦、楚、齊等國外，還有其他大小王國。

#### 平王东迁
公元前771年申侯联合缯国和犬戎推翻周幽王，拥立宜臼为周天子，史称“周平王”前770年，为避犬戎的威胁，加上原国都镐京因内乱而毁，周平王将国都东迁至雒邑，是为东周的开端。

### 战国时代

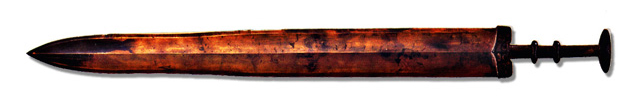
春秋戰國古劍

大約自三家分晉起，春秋時代結束，直到秦統一中國（公元前221年）這段時間，一般稱為戰國時代。
值得注意的是，東周王朝在戰國後期（前256年）即已被秦所滅，所以戰國時代在時間上並不全然包含在東周裡面。

## 政治
这一时期是中国歷史的社会制度转变的时期，这一转变是以铁器的使用增加为标志的，東周逐漸地進入了鐵器時代。
在东周时期，铁器的使用逐漸增加，但仍以青銅器為主體。农业有了长足的发展，从整体上来看人口不断成长，原来各诸侯国之间的无人地带，已不存在。各国因争夺土地或者水利资源，冲突时起。铜钱开始流行，甚至在楚国还出现了金币—郢钱，出现一定的商品经济和商人阶层。教育向平民普及。贵族与平民间的界限也被冲破。社会产生了一种革命性的变化，周王朝建立的宗法封建制度，已经不能适应这一变化。

## 君王
| 谥号         | 本名 | 在位时间         |
| ------------ | ---- | ---------------- |
| 春秋时期君主 |      |                  |
| 周平王       | 宜臼 | 前770年－前720年 |
| 周桓王       | 林   | 前719年－前697年 |
| 周庄王       | 佗   | 前696年－前682年 |
| 周僖王       | 胡齐 | 前681年－前677年 |
| 周惠王       | 阆   | 前676年－前652年 |
| 周襄王       | 郑   | 前651年－前619年 |
| 周顷王       | 壬臣 | 前618年－前613年 |
| 周匡王       | 班   | 前612年－前607年 |
| 周定王       | 瑜   | 前606年－前586年 |
| 周简王       | 夷   | 前585年－前572年 |
| 周灵王       | 泄心 | 前571年－前545年 |
| 周景王       | 贵   | 前544年－前520年 |
| 周悼王       | 猛   | 前520年          |
| 周敬王       | 匄   | 前519年－前477年 |
| 战国时期君主 |      |                  |
| 周元王       | 仁   | 前476年－前469年 |
| 周贞定王     | 介   | 前468年－前441年 |
| 周哀王       | 去疾 | 前441年          |
| 周思王       | 叔   | 前441年          |
| 周考哲王     | 嵬   | 前440年－前426年 |
| 周威烈王     | 午   | 前425年－前402年 |
| 周元安王     | 骄   | 前401年－前376年 |
| 周夷烈王     | 喜   | 前375年－前369年 |
| 周显圣王     | 扁   | 前368年－前321年 |
| 周慎靓王     | 定   | 前320年－前315年 |
| 周赧王       | 延   | 前314年－前256年 |

## 其他人物

### 主要卿士
- 郑武公
- 郑庄公
- 虢公忌父
- 虢公林父
- 周公黑肩
- 周公忌父
- 宰孔
- 王子虎
- 周公阅
- 王叔桓公
- 王孙苏
- 召戴公
- 毛伯卫
- 单襄公
- 刘康公
- 周公楚
- 尹武公
- 王叔陈生
- 伯舆
- 单靖公
- 刘定公
- 单献公
- 成简公
- 单成公
- 刘献公
- 单穆公
- 刘文公
- 单武公
- 刘桓公
- 单平公

### 王子
- 太子泄父，周平王子[13]
- 王子狐，周平王子[14]
- 王子克，字子儀，周桓王子[15]
- 王叔文公王子虎，周僖王子[16]
- 王子頹，周莊王子[17]
- 甘昭公王子帶，周惠王子
- 劉康公，周頃王子
- 王札子，又稱王子捷，周頃王子
- 儋季，周簡王子
- 王子佞夫，周靈王子
- 太子壽，周景王子
- 周悼王王子猛，周景王子
- 王子朝，周景王長庶子
- 王孫滿，周襄王孫
- 王孫蘇
- 王子黨
- 王子瑕
- 王子廖
- 王孫沒
- 王子還，周靈王、景王之族
- 王子姑，周靈王、景王之族
- 王子發，周靈王、景王之族
- 王子弱，周靈王、景王之族
- 王子鬷，周靈王、景王之族
- 王子延，周靈王、景王之族
- 王子定，周靈王、景王之族
- 王子稠，周靈王、景王之族
- 王子處
- 王子趙車
- 周王子定，奔晉（《六國表》）

### 王族
王叔氏
- 王叔文公
- 王叔桓公，王叔文公子
- 王叔陳生，王叔桓公子

甘氏
- 甘昭公
- 甘成公，甘昭公子
- 甘景公，甘成公子
- 甘簡公，甘景公子
- 甘悼公甘過，甘景公子
- 甘平公甘鰌，甘成公孙
- 甘桓公，甘平公子
- 甘歜
- 甘大夫襄

劉氏
- 劉康公
- 劉定公劉夏（劉毅），劉康公子
- 劉獻公劉摯，劉夏子
- 劉文公劉卷，一名劉狄，字伯蚠，劉摯子
- 劉桓公，劉卷子
- 劉州鳩
- 劉佗

儋氏
- 儋季
- 儋括，儋季子
- 儋翩，儋括子

周氏
- 周桓公周公黑肩，周公旦次子之后
- 周公忌父，周桓公子
- 宰孔，周桓公子
- 周公閱，宰孔子
- 周公楚

召氏
- 召伯廖
- 召武公，召伯廖子
- 召昭公，召武公子
- 召桓公，召昭公子
- 召戴公，召昭公子
- 召襄，召戴公子
- 召莊公召伯奐，召襄孙
- 召簡公召伯盈，召莊公子

單氏
- 單伯
- 單襄公，單伯子
- 單頃公，單襄公子
- 單靖公，單頃公子
- 单公子愆期，單頃公子
- 單獻公單蔑，單靖公子
- 單成公，單靖公子
- 單穆公單旗，單成公孙
- 單武公，單穆公子
- 單平公，單武公子

原氏
- 原莊公
- 原伯貫，莊公子
- 原襄公，伯貫子
- 原伯絞，襄公孙
- 公子跪尋，襄公孙
- 原伯魯
- 原壽過，伯魯子

祭氏
- 祭公謀父
- 祭伯
- 祭公
- 祭叔

成氏
- 成肅公
- 成簡公
- 成桓公

毛氏
- 毛伯衛
- 毛伯過
- 毛伯得

樊氏
- 樊君夔（《樊君夔匜》）
- 樊君靡（《樊君靡簠》）
- 樊皮，樊仲皮
- 樊頃子樊齊

西周国
- 西周桓公揭，考王弟（《周本紀》）
- 西周威公竃，桓公子（《周本紀》）
- 西周惠公，威公長子（《周本紀》）
- 西周武公，惠公子（《周本紀索隱》）
- 西周文公，武公子（《周本紀索隱》）

东周国
- 東周惠公班，一名傑，一名根，西周惠公弟（《周本紀》、《六國表》引《紀年》、《太平御覽》卷85引《帝王世紀》、《韓非子》）
- 東周惠文君，一作周文君
- 東周君（《周本紀》）

### 諸氏族
內史氏
- 內史過
- 內史叔服，過子
- 內史叔興，叔服子

蘇氏
- 蘇忿生
- 蘇成公，周平王時人（《御覽》卷五八〇引《世本》）
- 蘇溫子

尹氏
- 尹武公
- 尹文公尹圉，尹武公子
- 尹固，尹文公子
- 尹言多，尹固子
- 尹辛，尹言多子

鞏氏
- 鞏成
- 鞏簡公

賓氏
- 賓滑
- 賓起，賓滑子

庾氏
- 庾皮
- 庾過，庾皮子

鄩氏
- 鄩肹
- 鄩羅，鄩肹子

南宮氏
- 南宮極
- 南宮嚚，南宮極子

詹氏
- 詹父
- 詹桓伯

荣氏
- 荣叔
- 荣錡氏

子氏
- 子禽
- 子服

石氏
- 石速
- 石张
- 石尚

富氏
- 富辰
- 富辛

伯氏
- 伯服
- 伯舆

瑕氏
- 瑕禽
- 瑕辛

陰氏
- 陰里
- 陰忌，昭十二年被殺
- 陰不佞
- 陰忌，昭廿六年奔莒

蒍氏
- 蒍國，字子國

辛氏
- 辛甲
- 辛有
- 辛伯

暴氏
- 暴辛公，周平王時人（《文選·長笛賦》引《世本》）

### 诸臣
- 宰咺
- 武氏子
- 凡伯
- 南季
- 渠伯糾
- 仍叔之子
- 家父
- 周任
- 檀伯達
- 辛伯
- 王人子突
- 夷詭諸
- 邊伯
- 祝跪
- 游孫伯
- 颓叔桃子
- 簡師父
- 左鄢父
- 倉葛
- 聃啟
- 史狡
- 宮嬖綽
- 老陽子
- 伶州鸠
- 摯荒
- 司徒醜
- 萇弘
- 子旅氏
- 禇氏
- 庆氏
- 公族黨氏
- 成愆
- 李耳，即老子
- 三飯繚，樂官，奔蔡（《論語·微子》）
- 下門子，王子猛之傅（《國語·周語下》）
- 太師摯，樂師，至齊（《論語·微子》）
- 少師陽，樂師，逃亡（《論語·微子》）
- 四飯缺，樂師，入秦（《論語·微子》）
- 甯越（《漢書·藝文志》）
- 屠黍，本晉人（《呂氏春秋》，《說苑》作屠餘）
- 義蒔（《呂氏春秋》，《說苑》作錡疇）
- 田邑（《呂氏春秋》）
- 史驎（《呂氏春秋》，《說苑》作史理）
- 趙駢（《呂氏春秋》，《說苑》作趙巽）
- 太史儋，周太史（《周本紀》、《封禪書》、《老子列傳》）
- 周最，西周公子，纵横家（《战国策》）

### 女性
- 紀季姜，周桓王后
- 王姚，周莊王妾
- 陳媯，周惠王后
- 隗氏，周襄王后
- ，周靈王后
- ，周景王后
- 王姬 (齐襄公夫人)，齐襄公夫人
- 王姬 (齐桓公夫人)，周庄王女，齐桓公夫人
- 王姬 (宋襄公夫人)，周惠王女，宋襄公夫人

## 藝術
東周與西周的地理位置差異反應在藝術表現上，尤其是東周晚期的藝術作品，展現了多元的風貌與高水準的技術。或許受到诸子百家普遍批评人殉现象的影響，俑殉逐渐取代人殉，而以低溫燒製的陪葬塑像（明器，又稱「冥器」、「盟器」）也數量增加。
東周時期亦出現低溫綠色鉛釉器皿、質地鬆的打磨黑色器皿、高溫釉器皿等。有些陶器仿效最新流行的漆器，色彩鮮明，有些則仿效青銅器。另有模製與裝飾的陶瓦、陶磚。商代流行而西周時期較少見的玉雕再次成為重要的陪葬品與個人飾物。青銅的應用不限於宗教禮儀用途，變得較為世俗，常用作結婚贈禮之居家裝飾。青銅鐘及青銅鏡逐漸流行，動物和怪獸圖騰則由色彩繽紛而樣式化的裝飾圖案所取代。東周墓葬出土有最早繪於絲絹上的畫作。此外，亦發現了漢代及唐代陪葬陶器的前身。

## 相关作品
- 明末小说《东周列国志》

## 研究書目
- 許倬雲著，鄒水傑譯：《中國古代社會史論——春秋戰國時期的社會流動》（桂林：廣西師範大學出版社，2006）。
- 赵鼎新：〈新霸权迭兴的神话：东周时期战争和政治发展（页面存档备份，存于）〉。